# Figge Wetterqvist

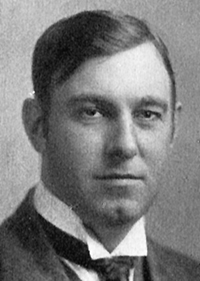
Figge Wetterqvist

Anders Fredrik (Figge) Wetterqvist, född 3 mars 1891 i Tegneby församling, Göteborgs och Bohus län, död 13 december 1954 i Halmstad , var en svensk arkitekt.
Wetterqvist, som var son till folkskollärare Emil Fredrik Wetterqvist och Anna Charlotta Andersson, avlade studentexamen vid Göteborgs högre realläroverk 1910 samt utexaminerades från Chalmers tekniska institut 1914 och från Kungliga Konsthögskolan 1918. Han var anställd vid Stockholms stadshus nybyggnad 1914–1923, extra arkitekt i Stockholms stads byggnadsnämnd 1922, tjänstgörande arkitekt utom stat i Byggnadsstyrelsen från 1925, praktiserande arkitekt i Stockholm till 1930 och stadsarkitekt i Halmstads stad från 1930 (han efterträddes av Svante Paulson 1949). 
Wetterqvist var innehavare von Rothsteinska stipendiet för studier i Rom 1930. Han utförde förslag till restaurering av flera svenska kyrkor, till ombyggnad av Telegrafstyrelsens hus vid Brunkebergstorg i Stockholm, byggnader för Vattenfallsstyrelsen i Trollhättan, bostadshus i Stockholm och landsorten samt ritningar till bland annat bankhus, skolhus och stadsplaner. Han var Stockholms stads utställningskommissarie på Jubileumsutställningen i Göteborg 1923. Han var ordförande i Halmstads hantverks-, industri- och teknologförening, blev korresponderande ledamot av österrikiska arkitektföreningen 1920 och var styrelseledamot i Svenska Teknologföreningens avdelning för arkitektur 1920–1922 och 1926–1927.

## Kyrkor restaurerade av Wetterqvist
- Hanhals kyrka
- Hasslövs kyrka
- Kungsbacka kyrka
- Mårdaklevs kyrka
- Skummeslövs kyrka
- Svartrå kyrka
- Valinge kyrka
- Åtvids nya kyrka
- Östra Frölunda kyrka